# Chlosyne laeta
Chlosyne laeta är en fjärilsart som beskrevs av Johannes Karl Max Röber 1914. Chlosyne laeta ingår i släktet Chlosyne och familjen praktfjärilar. Inga underarter finns listade i Catalogue of Life.